# Araneoidea
Araneoidea é uma superfamília de aranhas araneomorfas que inclui 14 famílias de aranhas, todas compostas por espécies com 8 olhos.

## Taxonomia
A superfamília Aranoidea inclui as seguintes família:
- Anapidae: 38 géneros, 150 espécies
- Araneidae: 168 géneros, 3029 espécies
- Cyatholipidae: 23 géneros, 58 espécies
- Linyphiidae: 587 géneros, 4412 espécies
- Mysmenidae 23 géneros, 123 espécies
- Nesticidae: 9 géneros, 209 espécies
- Pimoidae: 4 géneros, 37 espécies
- Symphytognathidae: 7 géneros, 66 espécies
- Synaphridae: 3 géneros, 13 espécies
- Synotaxidae: 14 géneros, 82 espécies
- Tetragnathidae: 47 géneros, 955 espécies
- Nephilidae: 4 géneros, 61 espécies
- Theridiidae: 119 géneros, 2324 espécies
- Theridiosomatidae: 16 géneros, 89 espécies